# Novochopërskij
Novochopërskij (in russo Новохопёрский?) è un insediamento di tipo urbano della Russia europea, situato nel rajon Novochopërskij dell'oblast' di Voronež.
Si trova adiacente (a sud-ovest) a Novochopërsk e a sud-est di Voronež.